# Пим, Джошуа
Джошуа Фрэнсис Пим (англ. Joshua Francis Pim; 20 мая 1869, Миллуорд Террас, Брей, Уиклоу, Ирландия — 15 апреля 1942, Киллини, Ирландия) — ирландский врач и теннисист, четырёхкратный победитель Уимблдонского турнира в мужском одиночном и в мужском парном разрядах.

## Биография
Джошуа «Джош» Пим родился 20 мая 1869 года в ирландском городке Миллуорд Террас, в графстве Виклоу, в известной семье квакеров, которые были основателями фирмы Pimm’s — производителя крюшона. Его отцом был доктор Джошуа Пим, матерью — Сьюзен Мария (в девичестве Мидлтон). У Джоша был старший брат, Уильям (род. в 1867) и две старших сестры: Сьюзен (род. в 1864) и Джорджина (род. в 1866). В 1871 году, вскоре после смерти отца, Джошуа Пима-старшего, семья переехала в Кингстаун (с 1921 года — Дун-Лэаре), графство Дублин.
Пим закончил Королевский хирургический колледж Ирландии и Королевский медицинский колледж в Лондоне, на протяжении 42 лет работал врачом в больнице святого Колумба, в Лохлинстаун.
После женитьбы переехал в Киллини. По завершении теннисной карьеры увлёкся плаваньем и гольфом, был членом гольф-клуба Киллини.
Умер Джошуа Пим в своем доме, 15 апреля 1942 года, в возрасте 72 лет.

## Карьера
Джошуа Пим был членом Всеирландського клуба лаун-тенниса, где его тренировал Томас Берк. Первый теннисный триумф Пима произошёл в 1890 году, когда он выиграл, в парном разряде (вместе с дублинцем Френком Стокером, двоюродным братом писателя Брэма Стокера) Уимблдонский турнир и Чемпионат Ирландии. В одиночном разряде на Уимблдоне он дошёл до полуфинала, где проиграл Уилогби Хэмилтону. В следующие два года (в 1891 и в 1892) он также выходил в полуфинал, но оба раза проигрывал англичанину Уилфреду Бадделею. В 1893 году ему, наконец-то, удалось выиграть Уимблдонский турнир в одиночном разряде, также он победил в паре с Фрэнком Стокером. В 1895 году соревновался больше в Америке, чем в Англии. В 1896 году Уимблдонский турнир выиграл Гарольд Махони, в то время как Пим сосредоточился на своей медицинской карьере, присоединившись к Королевскому колледжу хирургов.
В 1902 году был в составе сборной Великобритании в Кубке Дэвиса в матчах против сборной США. Пим проиграл оба своих одиночных матча, и Британия уступила США со счётом 2-3. После этого окончательно завершил спортивную карьеру.

## Финалы турниров Большого шлема

### Одиночный разряд

#### Победы
| Год  | Турнир              | Соперник в финале | Счёт в финале      |
| 1893 | Уимблдонский турнир | Уилфред Бадделей  | 3-6, 6-1, 6-3, 6-2 |
| 1894 | Уимблдонский турнир | Уилфред Бадделей  | 10-8, 6-2, 8-6     |

#### Поражения
| Год  | Турнир              | Соперник в финале | Счёт в финале      |
| 1891 | Уимблдонский турнир | Уилфред Бадделей  | 6-4, 1-6, 7-5, 6-0 |
| 1892 | Уимблдонский турнир | Уилфред Бадделей  | 4-6, 6-3, 6-3, 6-2 |

### Парный разряд

#### Победы
| Год  | Турнир              | Партнёр      | Соперники в финале          | Счёт в финале           |
| 1890 | Уимблдонский турнир | Фрэнк Стокер | Эрнест Льюис Джордж Гильярд | 6-0, 7-5, 6-4.          |
| 1893 | Уимблдонский турнир | Фрэнк Стокер | Эрнест Льюис Гарольд Барлоу | 4-6, 6-3, 6-1, 2-6, 6-0 |

#### Поражения
| Год  | Турнир              | Партнёр      | Соперники в финале                | Счёт в финале      |
| 1892 | Уимблдонский турнир | Френк Стокер | Уилфред Бадделей Герберт Бадделей | 6-4, 2-6, 6-8, 4-6 |